# Djilali Khellas
Djilali Khellas, in arabo جيلالي خلاس (ʿAyn Defla, 20 aprile 1952), è uno scrittore algerino.

## Biografia
Djilali Khellas nasce il 20 aprile 1952 ad ʿAyn Defla (in arabo عين الدفلى), Algeria, da una modesta famiglia di contadini, molto tradizionalista e legata ai valori della rivoluzione. Inizia a studiare solo a 11 anni, ossia alla fine della guerra d'indipendenza, per volere dei genitori, i quali si sono sempre opposti alla sua istruzione in una scuola di cultura francese.
Nel 1969 inizia a pubblicare racconti su alcune riviste algerine. Ignorati dalla critica locale (per esempio dal giornale Ash-sha'ab), i racconti di Khellas ricevono invece qualche attenzione all'estero (il suo primo racconto viene trasmesso radiofonicamente da un'emittente marocchina).
Tra il 1973 e il 1975 abbandona gli studi universitari per prestare servizio militare e in seguito si dedica all'insegnamento nella città natale. Trasferitosi ad Algeri, affianca all'attività di insegnante anche quelle di traduttore e interprete, lavorando per la Banque Nationale d'Algérie e il Barreau d'Algér; nello stesso periodo diviene anche direttore del Centre Culturel de la Ville d'Alger e docente universitario.
Si dedica a una sempre più fitta stesura di racconti, anche grazie all'avvicinamento a nuovi orizzonti culturali e letterari e alla conoscenza di nuovi autori. Appassionato lettore di autori italiani quali Moravia, Buzzati, Calvino e Morante, Khellas s'interessa anche alla letteratura araba del Vicino Oriente (gli egiziani Nagib Mahfuz e Giamal al-Ghitani, il siriano Hanna Mina), a quella russa e a quella americana, che influenzeranno la sua attività di romanziere.
Khellas si accosta infatti al genere del romanzo solo a partire dagli anni ottanta: il suo primo romanzo, Ra'ihat al-kalb (رائحة الكلب, "odore di cane"), con una grande tiratura di copie in Algeria, è del 1985. Il 1986 è l'anno di un altro successo letterario, Hama'im al-shafq' (حمائم الشفق, "colombi al crepuscolo"), romanzo che istituisce un paragone tra la dominazione ottomana in Algeria e gli eventi verificatisi nel Paese tra il 1980-1990, quando la popolazione algerina si ribella alla politica  patrimonialista di Chadli Bendjadid, presidente d'Algeria tra il 1979 e il 1992.
Nel 1990 lo scrittore algerino collabora alla nascita della rivista Ar-riwaya ("Il romanzo"), con sede ad Algeri, di cui è però costretto ad abbandonare il progetto per problemi finanziari.
Nel 2008, è stato dato alle stampe il suo ultimo romanzo, intitolato Awasif jazirat at-tuyur (al-matar wa al-jarad) (اواصف جزيرات الطيور, "Le tempeste dell'isola degli uccelli"), che ancora una volta affonda le sue radici nella storia algerina, e più precisamente tratta degli attacchi spagnoli ad Orano e Marsa al-Kabir e dell'invasione francese in Algeria nel 1830.

## Temi, stile, approccio letterario
L'autore ricorre nei suoi romanzi a narrazioni e trame intrise dell'antica storia algerina, legata alle dominazioni spagnola, ottomana, francese, a testimonianza del fatto che la paralisi odierna dell'Algeria, reduce dalla Guerra civile del 1992, può essere spiegata ricercando delle analogie col passato.
Khellas può essere annoverato  tra quegli scrittori algerini che, pur non avendo vissuto direttamente la Guerra d'indipendenza, ne hanno riportato in ogni caso le conseguenze: è così che nei suoi romanzi affronta temi delicati e brutali allo stesso tempo, mettendo alla berlina la società algerina e i suoi difetti senza mezzi termini.
Facendo uso di un linguaggio uterino, ermetico e quasi incomprensibile, espressione del disagio legato agli eventi narrati, e di immagini di estrema efferatezza e realismo, l'autore dà sfogo al suo amore-odio per la terra d'origine.